# Margareta av Burgund (1374–1441)
Margareta av Burgund, född 1374, död 1441, var grevinna av Holland, Hainaut och Zeeland genom äktenskap med greve Vilhelm VI av Holland, Hainaut och Zeeland. Hon var mor till Jacoba I av Holland, Hainaut och Zeeland. Hon var ställföreträdande regent i Hainaut under sin makes frånvaro mellan 1404 och 1417. 

## Biografi
Margareta var dotter till Filip den djärve, hertig av Burgund, och Margareta III av Flandern. Hon blev gift med Vilhelm VI av Holland år 1385 i en dubbelallians, samtidigt som hennes bror gifte sig med Vilhelms syster Margareta. Paret bodde vanligen på slottet Le Quesnoy i Hainaut, där Margareta tillbringade större delen av sitt liv. 

### Grevinna av Holland
Vilhelm besteg tronen år 1404 och tillbringade sin mesta tid i sina två andra riken, Holland och Zeeland, medan Margareta styrde Hainaut som hans regent. Efter 1410 mottog hon dessutom flera mindre personliga förläningar. Margareta representerade också sin bror vid några tillfällen, och agerade medlare vid det franska tronföljdskriget. 

### Senare liv
År 1417 dog maken och inbördeskrig utbröt då parets dotter Jacobas arvsrätt ifrågasattes. Margareta fick inga fler offentliga uppdrag, men utövade en del informell makt. Hon arrangerades dotterns politiska alliansäktenskap gemensamt med sin bror 1418. Margareta stöddes dotterns rättigheter men höll sig i praktiken ganska passiv under kriget. Hennes beryktade konspiration mot hertigen av Burgund har aldrig bevisats. 
Hon var närvarande då dottern avsade sig sin makt vid fördraget i Delft 1428. Hon levde sedan ett lugnt liv på slottet Le Quesnoy till sin död.